# 下諏訪駅
下諏訪駅（しもすわえき）は、長野県諏訪郡下諏訪町広瀬町にある、東日本旅客鉄道（JR東日本）中央本線の駅である。

## 概要
下諏訪町唯一の駅で、当駅は製糸業関係者から鉄道建設の機運が高まって、町の中心地に設置された駅で、これにより製糸業は急速な発展を遂げた。
諏訪湖の北に位置する当駅は諏訪大社下社、下諏訪温泉といった観光地の拠点となっている。標高は767.5メートルで、諏訪湖を取り巻く上諏訪駅、下諏訪駅、岡谷駅の中では最も高い位置にある。
下諏訪駅敷地内には模擬御柱が立てられている。この御柱は1998年（平成10年）の長野オリンピック開会式の際に「長野オリンピックスタジアム」の選手入場口に建てられていたものである。
2020年（令和2年）3月14日現在、特急「あずさ」が計9本（下り4本・上り5本）停車する。「あずさ」は茅野駅および上諏訪駅に全列車が停車すること、当駅停車の特急「あずさ」は岡谷駅も停車することから結果的に四駅連続停車となる。

## 歴史
- 1905年（明治38年）11月25日：鉄道院中央本線 富士見駅 - 岡谷駅間開通と同時に開業[2]。旅客及び貨物の取扱を開始[2]。
- 1949年（昭和24年）6月1日：日本国有鉄道に移管[6]。
- 1950年（昭和25年）3月：駅舎を改築[4]。
- 1963年（昭和38年）
  - 3月：駅舎を改築[4][新聞 2]。
  - 11月1日：電報取扱廃止[7]。
- 1980年（昭和55年）8月31日：貨物の取り扱いを廃止[2]。
- 1986年（昭和61年）11月1日：荷物の扱いを廃止[2]。
- 1987年（昭和62年）4月1日：国鉄分割民営化により、東日本旅客鉄道の駅となる[2][8]。
- 1998年（平成10年）3月4日：駅舎を改築（1963年〈昭和38年〉の建物をリニューアル）[新聞 2]。
- 2005年（平成17年）
  - 11月25日：開業100周年。10月15日に記念式典を開催。記念入場券、記念切手などが発売された。
  - 12月10日：自動改札機の稼動を開始。
- 2009年（平成21年）2月28日：エレベーターの稼動を開始。
- 2014年（平成26年）4月1日：ICカード「Suica」の利用が可能となる[報道 3]。東京近郊区間に編入される[報道 3]。
- 2020年（令和2年）3月27日：駅舎の外観、駅舎内のコンコースや待合室などをリニューアル[報道 4][新聞 3]。
- 2023年（令和5年）
  - 9月30日：みどりの窓口の営業を終了[9]。
  - 10月1日：話せる指定席券売機を導入[9]。
  - 12月1日：ジェイアールバステックが駅構内（駅舎2階のJRバス関東諏訪支店）でレンタサイクルを開始。
- 2024年（令和6年）4月1日：お客さまサポートコールシステムを導入[3]。
- 2025年（令和7年）2月：駅番号にCO 58を設定[報道 5]。

## 駅構造
駅舎に接して単式ホーム1面1線、その奥に島式ホーム1面2線とあわせて2面3線をもつ地上駅である。2つのホームは駅の岡谷駅方に1本ある跨線橋によって連絡されている。跨線橋にはエレベーターが設置され、車椅子などでの利用も可能であり、好天の日には遠く富士山を望む事が出来る。1、2番線は12両編成の特急列車に対応したホームを持つ。また1番線脇には男女兼用のトイレおよび多目的トイレ（オストメイト対応）がある。上諏訪駅寄りには注連縄が飾ってある。島式ホームには待合所が独立して設けられている。
改札口は駅舎にある1箇所のみであるが、諏訪市で諏訪湖祭湖上花火大会や全国新作花火競技大会が行われるときには臨時的に1番線岡谷方に下り専用の改札を設け、客の分散をはかるほか、臨時特急が停車することもある。ただし、2024年（令和6年）4月1日より、お客さまサポートコールシステムが導入されており、一部の日中時間帯を除き遠隔対応のため改札係員は不在となる。
駅舎は和風の鉄筋コンクリート1階建てで、1998年（平成10年）3月に外装を施したものである。2019年12月には、駅舎の外観、駅舎内のコンコースや待合室などのリニューアルに着手し、翌年3月27日に工事を終えた。リニューアルにあたっては、旧中山道の宿場町の街並みをイメージした黒い木目調の資材を中心に使用された。1階部分が駅本屋としての機能を有しており、その内部には独立した待合所やコンコースのほか、自動券売機、話せる指定席券売機、自動改札機（Suica利用可）が設置されている。
このほか、駅舎1階には下諏訪町の観光案内所や休憩所、駅舎2階にはジェイアールバス関東諏訪支店が入居している。

### のりば
| 番線 | 路線     | 方向           | 行先           |
| ---- | -------- | -------------- | -------------- |
| 1    | 中央本線 | 上り           | 甲府・新宿方面 |
| 2    | 中央本線 | 下り           | 塩尻・松本方面 |
| 3    | 中央本線 | （臨時ホーム） | （臨時ホーム） |

- 単線区間（普門寺信号場 - 岡谷駅間）の中に位置する駅である。
- 2020年（令和2年）3月まで6時46分発伊那福岡行普通列車が3番線に到着し、上り特急「あずさ2号」と列車交換していたが、同年3月14日ダイヤ改正でいずれの列車も時刻が変更され、当駅での列車交換を行わなくなった。

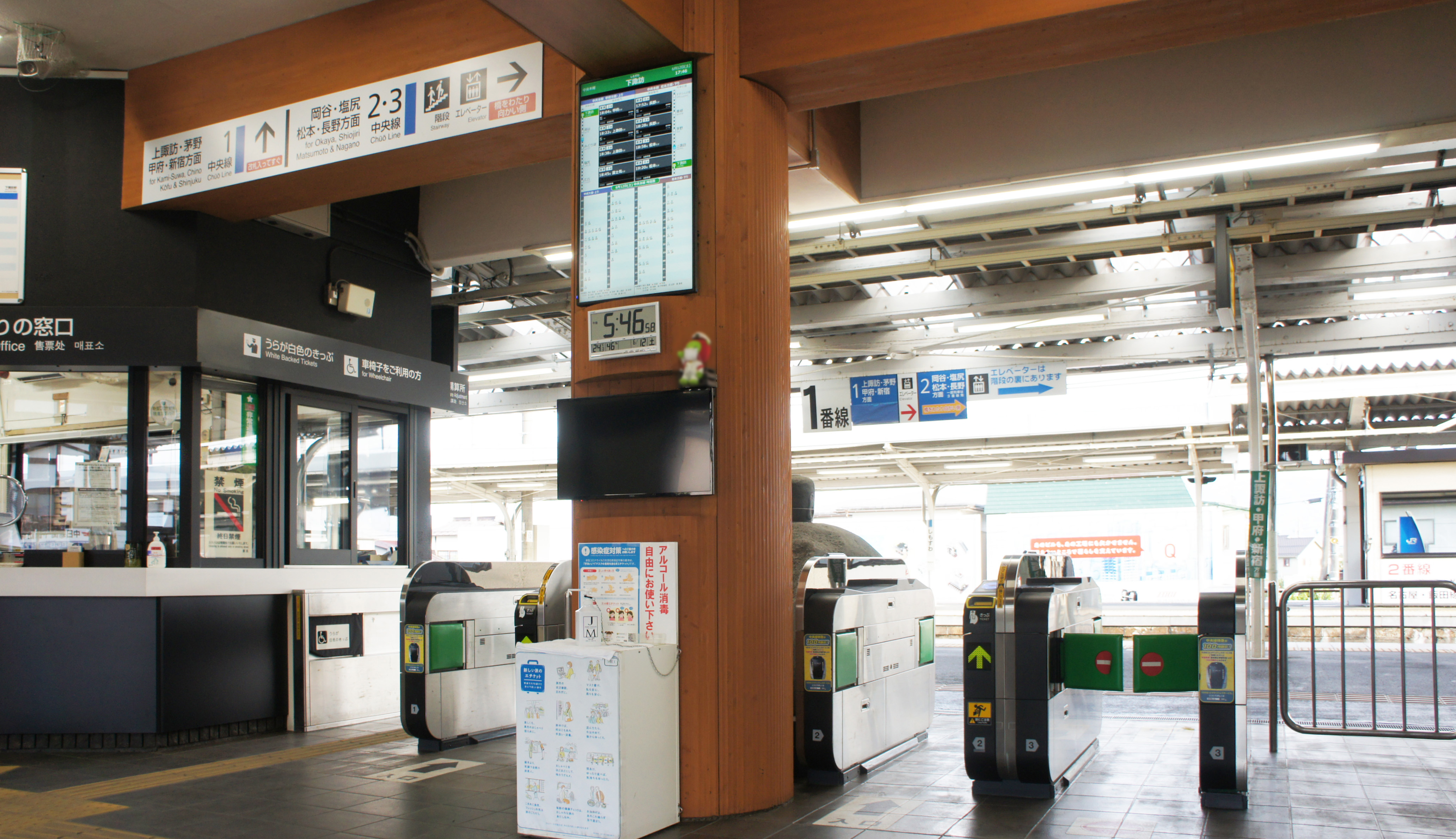
改札口（2021年6月）
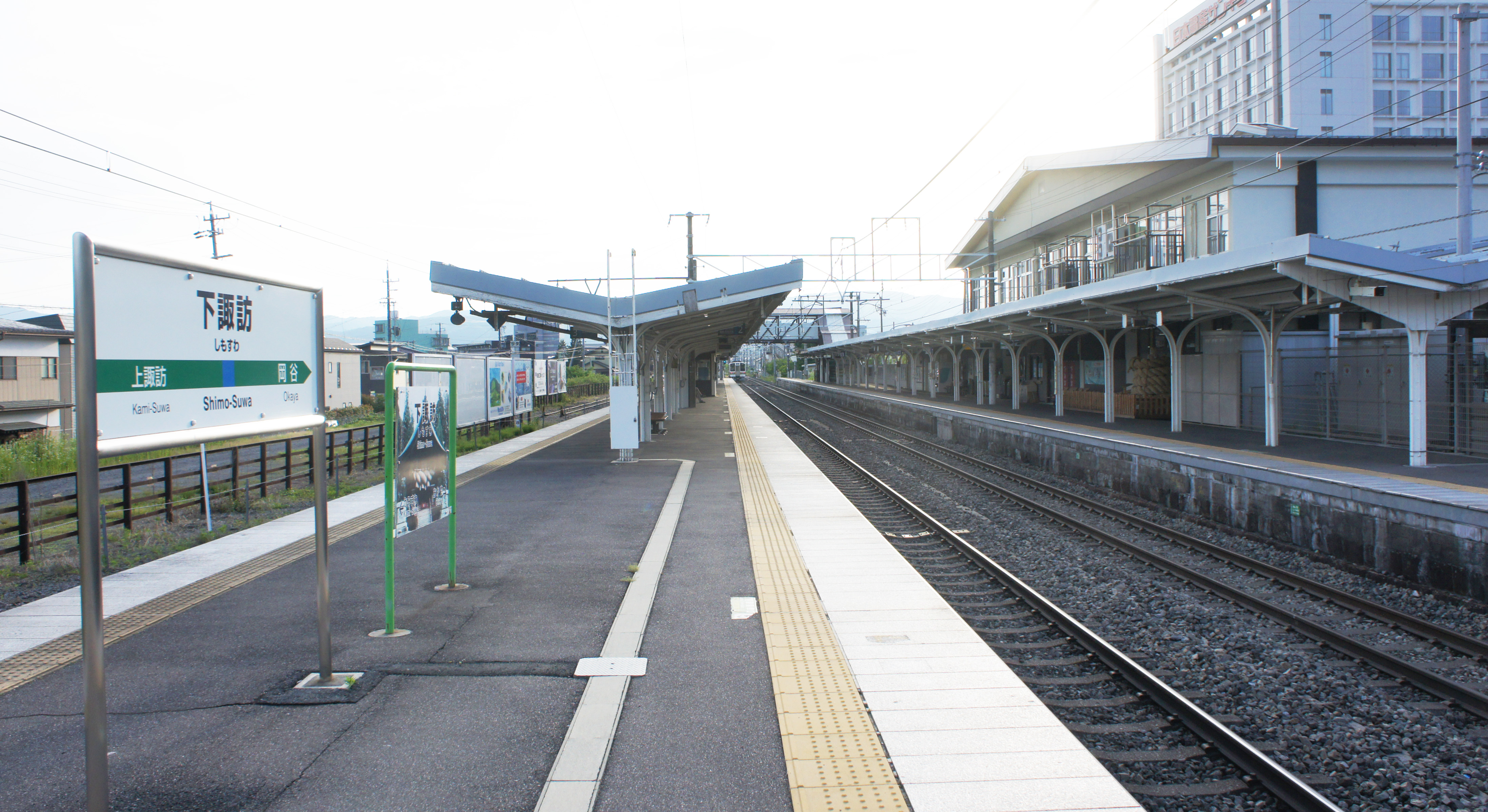
ホーム（2021年6月）
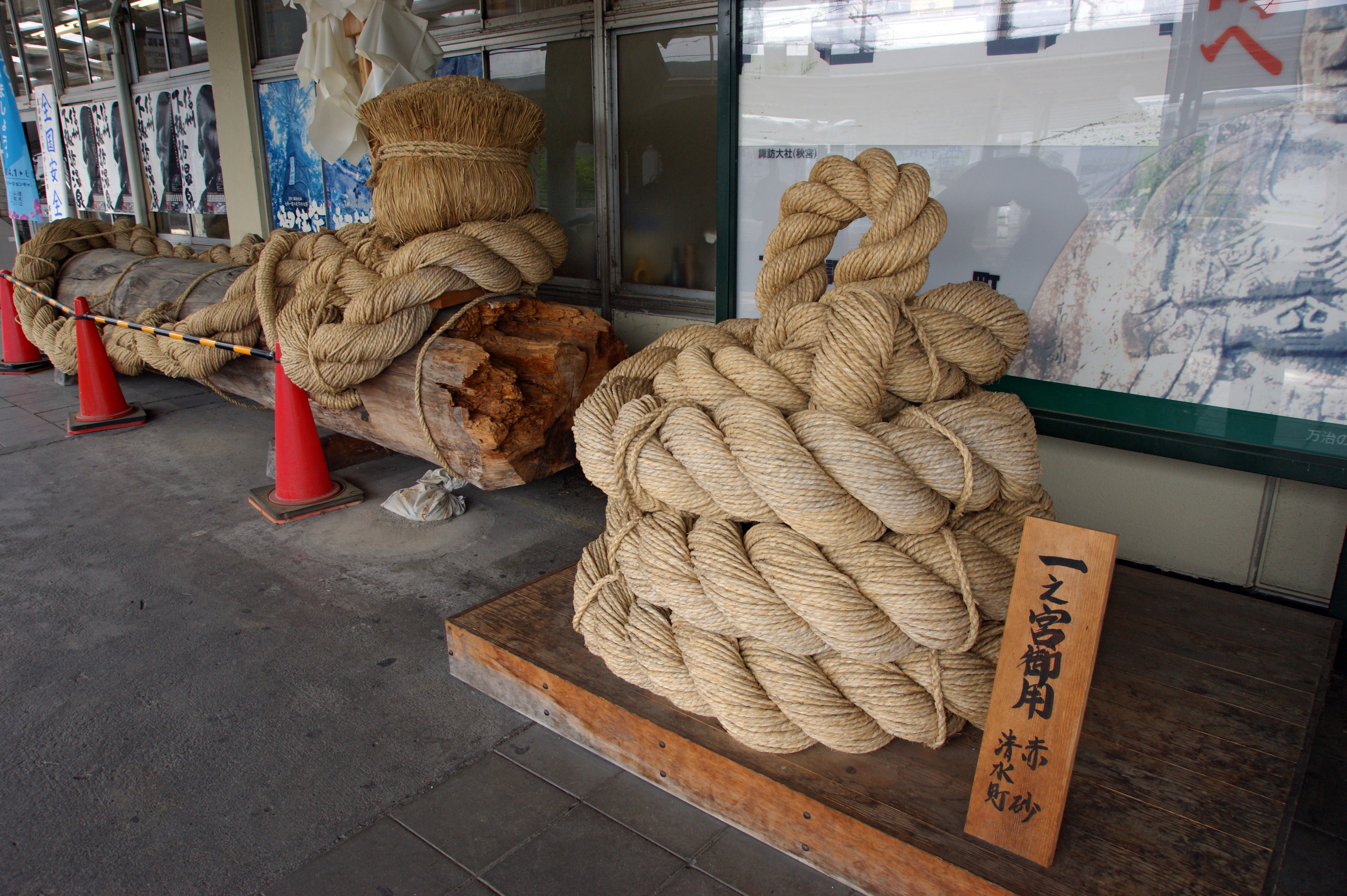
ホームの注連縄（2008年6月）
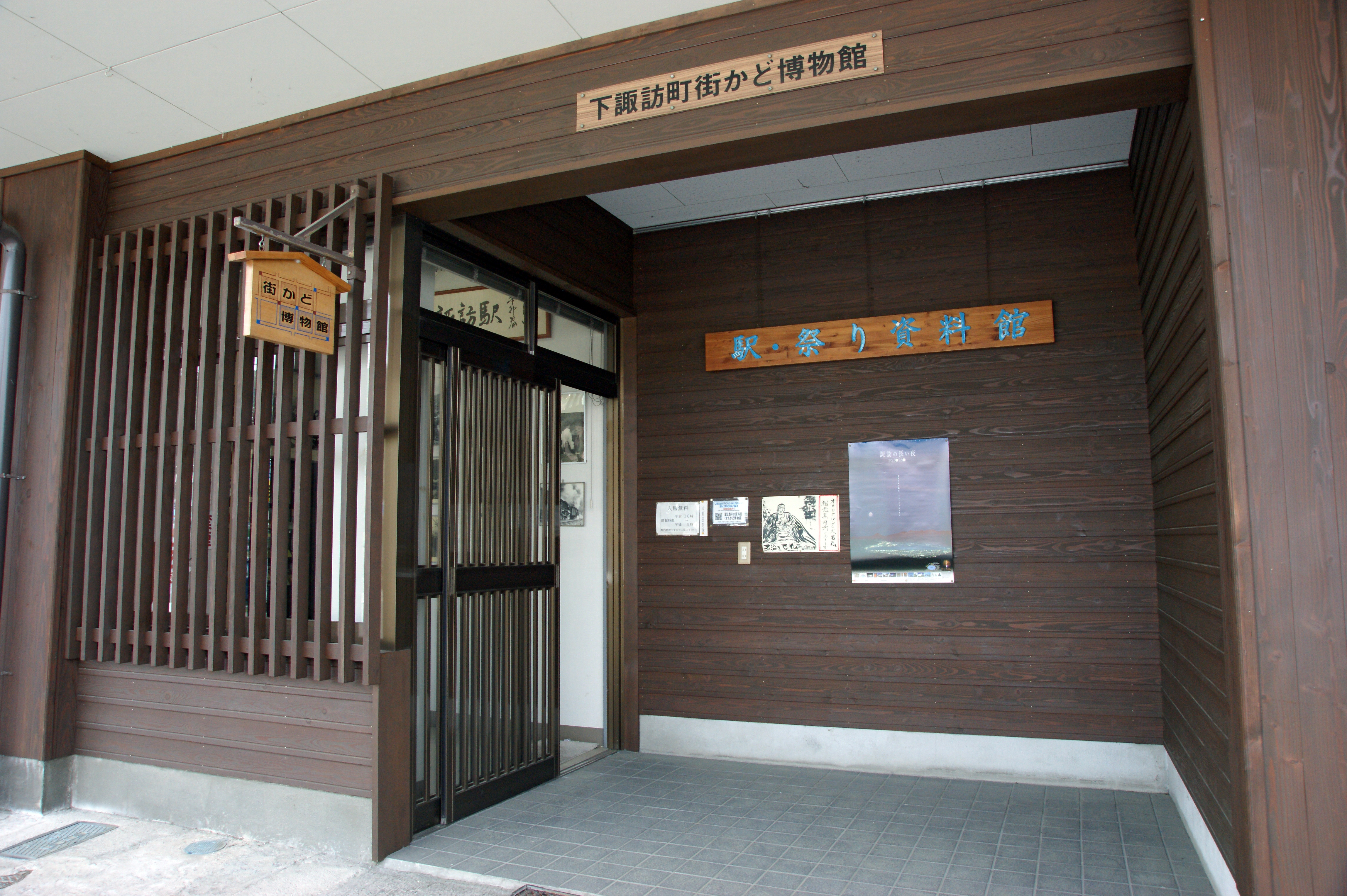
駅・祭り資料館（2008年6月）

### 一駅一名物：小林一茶の句碑

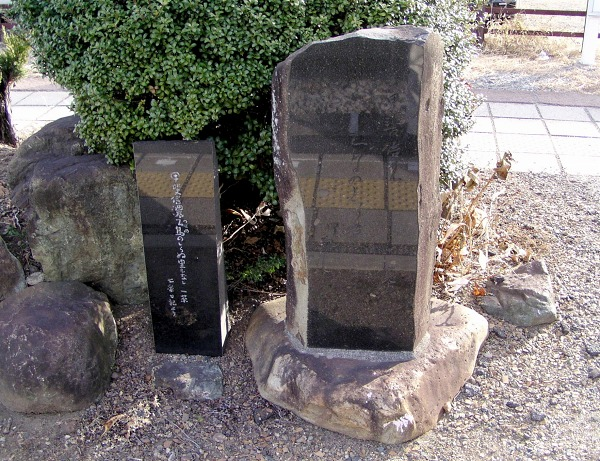
小林一茶の句碑。左が副碑である（2005年12月）

下諏訪町の特産である六方石の小林一茶の句碑があり、一茶が中山道の下諏訪宿を訪れたときに御射山を見て詠んだ俳句「甲斐信濃 乙鳥（ツバメ）の知らぬ 里もなし」と刻まれている。島式ホームの植え込みの蔭に二つの碑が並んでおり、一方はわかりやすい文字で記された副碑である。

## 利用状況
JR東日本によると、2023年度（令和5年度）の1日平均乗車人員は1,771人である。
2000年度（平成12年度）以降の推移は以下のとおりである。
| 1日平均乗車人員推移 | 1日平均乗車人員推移 | 1日平均乗車人員推移 | 1日平均乗車人員推移 | 1日平均乗車人員推移   |
| 年度                | 定期外              | 定期                | 合計                | 出典                  |
| ------------------- | ------------------- | ------------------- | ------------------- | --------------------- |
| 2000年（平成12年）  |                     |                     | 2,320               | [ 利用客数 2 ]        |
| 2001年（平成13年）  |                     |                     | 2,240               | [ 利用客数 3 ]        |
| 2002年（平成14年）  |                     |                     | 2,166               | [ 利用客数 4 ]        |
| 2003年（平成15年）  |                     |                     | 2,091               | [ 利用客数 5 ]        |
| 2004年（平成16年）  |                     |                     | 2,117               | [ 利用客数 6 ]        |
| 2005年（平成17年）  |                     |                     | 1,952               | [ 利用客数 7 ]        |
| 2006年（平成18年）  |                     |                     | 1,866               | [ 利用客数 8 ]        |
| 2007年（平成19年）  |                     |                     | 1,882               | [ 1 ] [ 利用客数 9 ]  |
| 2008年（平成20年）  |                     |                     | 1,923               | [ 利用客数 10 ]       |
| 2009年（平成21年）  |                     |                     | 1,893               | [ 1 ] [ 利用客数 11 ] |
| 2010年（平成22年）  |                     |                     | 2,005               | [ 利用客数 12 ]       |
| 2011年（平成23年）  |                     |                     | 1,874               | [ 利用客数 13 ]       |
| 2012年（平成24年）  | 513                 | 1,353               | 1,866               | [ 利用客数 14 ]       |
| 2013年（平成25年）  | 506                 | 1,445               | 1,952               | [ 利用客数 15 ]       |
| 2014年（平成26年）  | 505                 | 1,390               | 1,895               | [ 利用客数 16 ]       |
| 2015年（平成27年）  | 530                 | 1,451               | 1,982               | [ 利用客数 17 ]       |
| 2016年（平成28年）  | 674                 | 1,466               | 2,140               | [ 利用客数 18 ]       |
| 2017年（平成29年）  | 550                 | 1,506               | 2,056               | [ 利用客数 19 ]       |
| 2018年（平成30年）  | 556                 | 1,493               | 2,049               | [ 利用客数 20 ]       |
| 2019年（令和元年）  | 548                 | 1,457               | 2,006               | [ 利用客数 21 ]       |
| 2020年（令和02年）  | 291                 | 1,288               | 1,580               | [ 利用客数 22 ]       |
| 2021年（令和03年）  | 323                 | 1,278               | 1,601               | [ 利用客数 23 ]       |
| 2022年（令和04年）  | 466                 | 1,267               | 1,733               | [ 利用客数 24 ]       |
| 2023年（令和05年）  | 494                 | 1,277               | 1,771               | [ 利用客数 1 ]        |

## 駅周辺
駅前は大きな広場である。大きな駐車場とJRバス諏訪支店の車庫がある。駅前にディスプレイ用の御柱が2本あったが片側が倒壊したためもう片方も撤去され当面置かない事になった。
- 諏訪大社下社（春宮、秋宮）[1]
- 長野県下諏訪向陽高等学校[1]
- 下諏訪町役場[1]
- 下諏訪郵便局
- 下諏訪温泉[1]
- 国道20号
- ニデックインスツルメンツ株式会社本社・下諏訪事業所、（旧）三協精機製作所、日本電産サンキョー
- 中部電力諏訪営業所
- 魁塚
- ハーモ美術館

## バス路線
駅構内バスのりばには、あざみ号（下諏訪町内循環バス）とスワンバス（諏訪湖畔循環バス）が発着する。
- JRバス関東 - あざみ号（下諏訪町内循環バス）
- JRバス関東 - スワンバス（諏訪湖畔循環バス・内回り）
- 諏訪交通 - スワンバス（諏訪湖畔循環バス・外回り）

※中央高速バス諏訪・岡谷線バスタ新宿（新宿駅）行き、京都駅・大阪梅田行き高速バスは駅から徒歩5分の国道20号線沿い「下諏訪」バス停から、岡谷駅・上諏訪駅方面の路線バスは同じ場所にある「下諏訪大社通り四ツ角」バス停から出発する。

## 隣の駅
東日本旅客鉄道（JR東日本）
 中央本線
- 特急「あずさ」一部停車駅

□快速・■普通
上諏訪駅 (CO 57) - 下諏訪駅 (CO 58) - 岡谷駅 (CO 59)

### 記事本文